# Tomislavci
Tomislavci (en serbe cyrillique : Томиславци) est un village de Serbie situé dans la province autonome de Voïvodine. Il fait partie de la municipalité de Bačka Topola dans le district de Bačka septentrionale. Au recensement de 2011, il comptait 546 habitants.
Le village de Tomslavci a autrefois été nommé Orešković, en l'honneur du Partisan communiste Marko Orešković, tué en 1941.

## Démographie

### Évolution historique de la population
| 1948  | 1953  | 1961  | 1971 | 1981 | 1991 | 2002 | 2011 |
| ----- | ----- | ----- | ---- | ---- | ---- | ---- | ---- |
| 1 090 | 1 036 | 1 030 | 944  | 830  | 629  | 696  | 546  |

|  |